# Światowe Wojskowe Igrzyska Sportowe 2007
4. Światowe Wojskowe Igrzyska Sportowe – międzynarodowe, multidyscyplinarne zawody dla sportowców-żołnierzy, które odbyły się od 14 do 21 października 2007 w Hajdarabadzie w Indiach. 
W zawodach, które uroczyście rozpoczęła prezydent Indii Pratibha Patil, wzięło udział ok. 5000 zawodników z ponad 100 krajów świata skupionych w CISM. Najwięcej medali zdobyli reprezentanci Rosji 100 (42 złote, 29 srebrnych oraz 29 brązowych). 

## Dyscypliny
Zawody obejmowały 14 dyscyplin sportowych.

- Boks
- Judo
- Lekkoatletyka
- Pięciobój wojskowy
- Piłka nożna
- Piłka ręczna
- Piłka siatkowa
- Pływanie
- Skoki do wody
- Spadochroniarstwo
- Strzelectwo
- Triathlon
- Zapasy
- Żeglarstwo

## Polscy reprezentanci
Polska po raz 4. uczestniczyła w letnich igrzyskach wojskowych. Szefem misji Wojska Polskiego na światowe igrzyska wojskowe w indyjskim Hajdarabadzie był gen. broni Lech Konopka, szefem delegacji płk Michał Bułkin, a kapitanem polskiej reprezentacji st chor. sztab. Andrzej Wroński. Reprezentacja Polski liczyła 72 żołnierzy, wystartowała w 9 dyscyplinach, medale zdobyła w 3.  Największymi gwiazdami w polskiej ekipie byli lekkoatleci: Marcin Jędrusiński – zdobywca złotego i srebrnego medalu oraz Daria Korczyńska – zdobywczyni złotego i brązowego medalu.

## Klasyfikacja medalowa
* Gospodarz zawodów został zaznaczony tym kolorem,  Polskę oznaczono tekstem pogrubionym.
| Klasyfikacja medalowa | Klasyfikacja medalowa | Klasyfikacja medalowa | Klasyfikacja medalowa | Klasyfikacja medalowa | Klasyfikacja medalowa |
| --------------------- | --------------------- | --------------------- | --------------------- | --------------------- | --------------------- |
| Pozycja               | Reprezentacja         | Złoto                 | Srebro                | Brąz                  | Razem                 |
| 1                     | Rosja                 | 42                    | 29                    | 29                    | 100                   |
| 2                     | Chiny                 | 38                    | 22                    | 13                    | 73                    |
| 3                     | Niemcy                | 7                     | 10                    | 13                    | 30                    |
| 4                     | Włochy                | 7                     | 8                     | 14                    | 29                    |
| 5                     | Ukraina               | 5                     | 6                     | 15                    | 26                    |
| 6                     | Kenia                 | 5                     | 5                     | 2                     | 12                    |
| 7                     | Uzbekistan            | 5                     | 2                     | 7                     | 14                    |
| 8                     | Polska                | 4                     | 5                     | 7                     | 16                    |
| 9                     | Słowenia              | 4                     | 4                     | 1                     | 9                     |
| 10                    | Arabia Saudyjska      | 4                     | 0                     | 1                     | 5                     |
|                       |                       |                       |                       |                       |                       |
| 20                    | Indie *               | 2                     | 1                     | 7                     | 10                    |
|                       |                       |                       |                       |                       |                       |
| Ogółem (49 państw)    | Ogółem (49 państw)    | 157                   | 157                   | 200                   | 514                   |

Źródło: